# Detlef Orlopp
Detlef Orlopp (* 14. Februar 1937 in Elbing, Provinz Ostpreußen, Deutsches Reich) ist ein deutscher Fotograf und Hochschullehrer.

## Leben
Orlopp absolvierte in den Jahren von 1951 bis 1954 in Weidenau-Sieg,/ heute OT. von Siegen eine Fotografenlehre im Industrie-Fotoatelier Hans Wolper, bevor er 1955 bis 1957 in Köln die Höhere Fachschule für Fotografie besuchte. Von 1956 bis 1959 war er Student bei Otto Steinert zuerst in Saarbrücken und danach in Essen, wo er dessen Assistent wurde.
In der Folgezeit war Orlopp freiberuflich tätig. Gleichzeitig war er von 1961 bis zum Jahre 2000 zuerst als Dozent und später als Professor an der Werkkunstschule Krefeld (mittlerweile Fachbereich 02 Design der Hochschule Niederrhein) tätig. In den Jahren von 1962 bis 1973 und ab 1980 war und ist er Mitglied in der Gesellschaft Deutscher Lichtbildner.

## Ausstellungen
- 1979: Fotografie 1919-1979 Made in Germany. Die GDL-Fotografen.
- 2015/16: Detlef Orlopp. Nur die Nähe – auch die Ferne, Museum Folkwang, Essen,[1] Kunstforum Ostdeutsche Galerie, Regensburg.[2]